# Eakkalak Lungnam
Eakkalak Lungnam (thailändisch เอกลักษณ์ ลุงนาม, * 17. Oktober 1985) ist ein thailändischer Fußballspieler.

## Karriere
Eakkalak Lungnam steht seit mindestens 2015 beim PT Prachuap FC in Prachuap unter Vertrag. 2015 bis 2017 spielte Prachuap in der zweiten Liga, der Thai League 2. Ende 2017 wurde er mit dem Club Tabellendritter und stieg in die erste Liga auf. Die Rückserie 2018 wurde er an den Zweitligisten Trat FC aus Trat ausgeliehen. Mit Trat wurde er Vizemeister. Im Januar 2019 wechselte er zum Erstligaabsteiger BG Pathum United FC nach Pathum Thani. Für BG absolvierte er 26 Zweitligaspiele. Am Ende der Saison wurde er mit BG Meister der zweiten Liga. Chiangmai FC aus Chiangmai, der Ende 2019 aus der Thai League abstieg, lieh ihn die Saison 2020/21 aus. Für Chiangmai absolvierte er 30 Zweitligaspiele. Nachdem sein Vertrag bei BG nicht verlängert worden war, unterschrieb er am 3. August 2021 einen Vertrag beim Drittligisten Nakhon Si United FC. Mit dem Verein spielte er in der Southern Region der Liga. Am Ende der Saison 2021/22 feierte er mit dem Verein aus Nakhon Si Thammarat die Vizemeisterschaft der Region. Als Vizemeister nahm er an der National Championship der dritten Liga teil. Hier belegte man den dritten Platz und stieg in die zweite Liga auf.

## Erfolge
PT Prachuap FC
- Thai League 2: 2017 (3. Platz)  ▲

Trat FC
- Thai League 2: 2018 (Vizemeister)  ▲

BG Pathum United FC
- Thai League 2: 2019  ▲

Nakhon Si United FC
- Thai League 3 – South: 2021/22 (Vizemeister)
- National Championship: 2021/22 (3. Platz)  ▲